# Zeriassa inflexa
Zeriassa inflexa är en spindeldjursart som beskrevs av Roewer 1933. Zeriassa inflexa ingår i släktet Zeriassa och familjen Solpugidae.

## Underarter
Arten delas in i följande underarter:
- Z. i. fuchsi
- Z. i. inflexa